# Елах (Республика Сербская)
Елах (серб. Јелах / Jelah) — село в общине Братунац Республики Сербской Боснии и Герцеговины. В настоящее время село необитаемо.

## Население[3]
Население по годам:
- 1961 год — 257 человек
- 1971 год — 93 человека
- 1981 год — 92 человека
- 1991 год — 24 человека (23 — сербы, один представитель иной национальности)